# Hydriomena regulata
Hydriomena regulata là một loài bướm đêm trong họ Geometridae.